# Silonia
Silonia is een geslacht van straalvinnige vissen uit de familie van glasmeervallen (Schilbeidae).

## Soorten
- Silonia childreni (Sykes, 1839)
- Silonia silondia (Hamilton, 1822)